# Ingrid Rumpfhuber
Ingrid Rumpfhuber (Bad Ischl, 3 febbraio 1981) è un'ex sciatrice alpina austriaca specialista delle prove veloci.

## Biografia

### Stagioni 1997-2001
Nata a Bad Ischl e attiva in gare FIS dal novembre del 1996, la Rumpfhuber esordì in Coppa Europa il 18 gennaio 1999 a Lachtal, senza completare lo slalom gigante in programma, e conquistò il primo risultato importante della carriera l'anno seguente quando, ai Mondiali juniores del Québec, vinse la medaglia d'argento nel supergigante.
Nel 2001 in Coppa Europa ottenne il primo podio (il 10 gennaio a Tignes, 2ª in supergigante) e la prima vittoria (il 1º febbraio a Pra Loup, in discesa libera) e a fine stagione risultò vincitrice della classifica di discesa libera; nello stesso anno avvenne il suo esordio in Coppa del Mondo, il 24 febbraio nella discesa libera di Lenzerheide in cui si classificò 35ª. I primi punti nella competizione arrivarono cinque giorni dopo, con il 25º posto nella discesa libera di Lake Louise.

### Stagioni 2002-2009
Nel corso della sua carriera nel massimo circuito internazionale la Rumpfhuber ottenne vari piazzamenti nelle prime dieci; tra questi, il 6º posto nella discesa libera di Åre del 2 febbraio 2002, che rappresentò il risultato migliore. Il 5 febbraio 2005 vinse a Castelrotto la sua ultima gara in Coppa Europa, un supergigante, e al termine di quella stagione risultò vincitrice della classifica della specialità del circuito continentale.
Il 21 dicembre 2005 salì per l'ultima volta in carriera sul podio in Coppa Europa, classificandosi 2ª nel supergigante di Außervillgraten; la sua ultima gara in Coppa del Mondo fu il supergigante di Bansko del 1º marzo 2009, che chiuse al 34º posto, e la sua ultima gara fu un supergigante FIS disputato a Radstadt il 6 marzo seguente. In carriera non prese parte né a rassegne olimpiche né iridate.

## Palmarès

### Mondiali juniores
- 1 medaglia:
  - 1 argento (supergigante a Québec 2000)

### Coppa del Mondo
- Miglior piazzamento in classifica generale: 55ª nel 2008

### Coppa Europa
- Miglior piazzamento in classifica generale: 3ª nel 2001
- Vincitrice della classifica di discesa libera nel 2001
- Vincitrice della classifica di supergigante nel 2005
- 12 podi:
  - 3 vittorie
  - 6 secondi posti
  - 3 terzi posti

#### Coppa Europa - vittorie
| Data             | Località    | Paese   | Specialità |
| ---------------- | ----------- | ------- | ---------- |
| 1º febbraio 2001 | Pra Loup    | Francia | DH         |
| 11 febbraio 2002 | Sella Nevea | Italia  | SG         |
| 5 febbraio 2005  | Castelrotto | Italia  | SG         |

Legenda:

DH = discesa libera

SG = supergigante

### Campionati austriaci
- 3 medaglie[1]:
  - 1 oro (supergigante nel 2001)
  - 2 bronzi (supergigante nel 1999; supergigante nel 2006)

### Campionati austriaci juniores
- 9 medaglie[1]:
  - 3 ori (supergigante, slalom gigante, slalom speciale nel 1998)
  - 3 argenti (discesa libera nel 1999; supergigante nel 2000; discesa libera nel 2001)
  - 3 bronzi (supergigante, slalom speciale nel 1997; slalom gigante nel 2000)